# Fêtes et jours fériés au Vatican

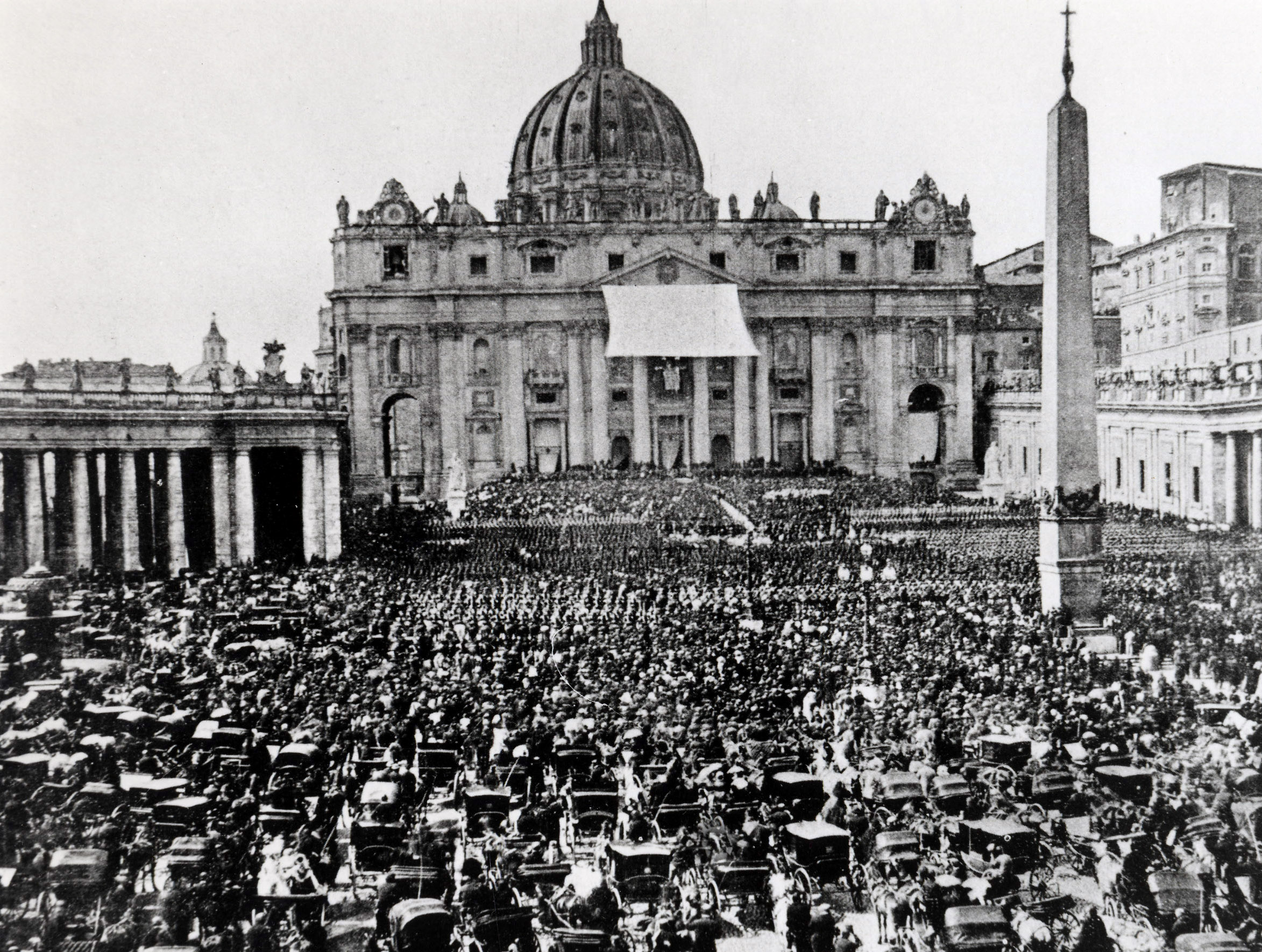
Messe pascale place Saint-Pierre, Vatican, vers 1865 ; photographie de Gioacchino Altobelli.

Les fêtes et jours fériés au Vatican sont rythmées par les fêtes liturgiques du calendrier catholique. Seules deux fêtes ne sont pas lié au calendrier liturgique ; l'anniversaire du traité du Latran le 11 février et la fête nationale (actuellement le 8 mai) dont la date est liée à la date de l'élection du pape régnant.
La Cité du Vatican est un lieu de rassemblement pour de nombreux fidèles. De nombreuses fêtes religieuses, cérémonies et messes sont régulièrement célébrées sur la place Saint-Pierre par le pape, comme la bénédiction urbi et orbi.

## Jours fériés
Les jours suivants sont des jours fériés dans la Cité du Vatican, tels que publiés chaque année par la préfecture de la Maison pontificale. Ceux-ci correspondent en grande partie aux événements de l'année liturgique de l'Église catholique.
| Date               | Nom français                                | Nom italien                                                         | Remarques                                                                                                   |
| ------------------ | ------------------------------------------- | ------------------------------------------------------------------- | --- |
| 1 janvier          | Solennité de Marie Mère de Dieu             | Maria Santissima Madre di Dio                                       | |
| 6 janvier          | Épiphanie                                   | Epifania del Signore                                                | |
| 11 février         | Anniversaire du traité du Latran            | Anniversario della istituzione dello Stato della Città del Vaticano | Commémore la signature en 1929 des accords du Latran, qui a établi la Cité du Vatican comme État souverain. |
| 19 mars            | Fête de la Saint Joseph                     | San Giuseppe                                                        | |
| Lundi après Pâques | Lundi de Pâques                             | Lunedì dell'Angelo                                                  | Date mobile, en fonction de Pâques.                                                                         |
| 30 avril           | Saint Robert                                | Onomastico del Santo Padre                                          | Varie selon chaque pape régnant. Fête du pape Léon XIV (né Robert Francis Prevost)                          |
| 1 mai              | Saint Joseph l'Ouvrier                      | San Giuseppe lavoratore                                             | |
| 8 mai              | Anniversaire de l'élection du pape Léon XIV | Anniversario dell'Elezione del Santo Padre                          | Varie selon chaque pape régnant. C'est l'élection du pape Léon XIV, le 8 mai 2025                           |
| 29 juin            | Solennité des saints Pierre et Paul         | Santi Pietro e Paolo                                                | |
| 15 août            | Assomption                                  | Assunzione di Maria in Cielo                                        | |
| 8 septembre        | Nativité de Marie                           | Festa della natività della Madonna                                  | |
| 1 novembre         | Toussaint                                   | Tutti i santi, Ognissanti                                           | |
| 8 décembre         | Fête de l'Immaculée Conception              | Immacolata Concezione                                               | |
| 25 décembre        | Noël                                        | Natale                                                              | |
| 26 décembre        | Fête de la Saint-Étienne                    | Santo Stefano                                                       | |

De plus, tous les dimanches de l'année sont également des jours fériés.
Par tradition, l'anniversaire de l'élection et la fête du nom civil du pape régnant sont des jours fériés. Les solennités de l'Ascension du Christ et de la Fête-Dieu ne sont plus répertoriées depuis 2009.